# Charles J. Fillmore
Charles J. Fillmore (9 de agosto de 1929 - 13 de febrero de 2014) fue un lingüista estadounidense, y profesor emérito de Lingüística en la Universidad de California, Berkeley. Recibió su doctorado en Lingüística de la Universidad de Míchigan en 1961. Se mantuvo 10 años en la Universidad Estatal de Ohio antes de unirse al Departamento de Lingüística de la Berkeley en 1971. Es reconocido en Centro de Estudios Avanzados en las ciencias del Conducta.
Fue extremadamente influyente en las áreas de sintaxis y semántica léxica; fue uno de los fundadores de la Lingüística cognitiva, y desarrolló las teorías de la Gramática de Casos (Fillmore 1968), y Semántica de Marcos (1976). En toda su investigación subrayó la importancia fundamental de la semántica, y su rol en motivar el fenómeno sintáctico y morfológico. Su primer trabajo, en colaboración con Paul Kay y George Lakoff, fue generalizado en la teoría de la Gramática de Construcciones. Tuvo muchos estudiantes, incluyendo Laura Michaelis, Chris Johnson, Miriam R. L. Petruck, Len Talmy y Eve Sweetser.
Su mayor proyecto es llamado FrameNet; es una descripción universal en línea del léxico inglés. En este proyecto, las palabras son descritas en términos de las bases que evocan. Los datos son recabados del "British National Corpus", anotados para relaciones semánticas y sintácticas, y almacenados en una base de datos organizada por asuntos y bases léxicas. El proyecto "influential -- Issue 16" del Suplemento Internacional de Lexicografía fue dedicado enteramente al proyecto citado. Este también ha inspirado proyectos paralelos, que investigan otras lenguas, incluyendo español, alemán, y japonés.

## Algunas publicaciones
- "The Case for Case" (1968). In Bach and Harms (ed.) Universals in Linguistic Theory. New York: Holt, Rinehart, and Winston, 1-88
- "Frame semantics and the nature of language" 1976. In Annals of the New York Academy of Sciences: Conference on the Origin and Development of Language and Speech. Vol. 280: 20-32
- "Frame semantics" 1982. In Linguistics in the Morning Calm. Seoul, Hanshin Publishing Co., 111-137
- (con Sue Atkins) "Starting where the dictionaries stop: The challenge for computational lexicography". (1994). In Atkins, B. T. S. and A. Zampolli (eds.) Computational Approaches to the Lexicon. Oxford: Oxford University Press, 349-393
- Lectures on Deixis 1997. Stanford: CSLI Publications. (originalmente distribuido como Fillmore (1975/1971) Santa Cruz Lectures on Deixis por el Club Indiana University Linguistics)